# 압둘 가니 라흐만
압둘 가니 라흐만(Abdul Ghani Rahman, 1985년 12월 12일~ )은 말레이시아의 축구선수이다.